# Unión Cordobesa de Rugby
La Unión Cordobesa de Rugby o UCR è l'organizzazione che governa il gioco del rugby nella provincia di Córdoba, (Argentina).

## Storia
L'unione fu fondata il 20 aprile del 1931 con lo scopo di diffondere il gioco del rugby nella provincia.
Per un certo periodo negli anni cinquanta assunse il nome di Unión de Rugby del Centro a sottolineare la posizione centrale nella geografia argentina.
Da segnalare che fu la prima federazione dell'"Interior Argentino" a confederarsi alla River Plate Rugby Union nel 1939. Allo scopo venne organizzato anche un match tra la selezione della Union e la selezione di Buenos Aires e provincia.
| Cordoba 3 settembre 1929 | Cordoba     | 0 – 27 | River Plate Rugby Union | \| Arbitro: \| R. L. Makin \| |
| Arbitro:                 | R. L. Makin |        |                         |                               |

In anni recenti, è diventata la federazione provinciale nel paese con il maggior tasso di crescita, passando dai 19 club degli anni ottanta, ai circa 40 club del 2010.
Inoltre ha conquistato negli ultimi 17 anni ben 6 titoli nazionali come selezione provinciale

## La rappresentativa
L'Unión Cordobesa de Rugby è rappresentata nel "Campeonato Argentino", la competizione alla quale partecipano le 24 unioni che costituiscono la Unión Argentina de Rugby.
Il team gioca in divisa rossa e sono chiamati "Los Dogos". Ha vinto cinque volte il titolo ed è giunta in finale altre 8 volte. 

### Palmarès
- Campeonato Argentino
  - Vincitore (6): 1995, 1996, 1997, 2001, 2009, 2011
  - Finalista (8): 1963, 1970, 1980, 1987, 1992, 1994, 2002, 2004

## Competizioni per club
I club della provincia disputano il Torneo Provincial de Córdoba. Esso è diviso in due divisioni: Zona Superior and Zona Ascenso.
La Superior include 10 squadre divise in 2 gironi. La Zona Ascenso è divisa a sua volta in due livelli e vari gironi, con un meccanismo di promozioni e retrocessioni.

### Torneo Provincial de Córdoba
| - 1931 Uni Córdoba - 1932 Uni Córdoba - 1933 Uni Córdoba - 1934 Uni Córdoba - 1935 Uni Córdoba - 1936 Uni Córdoba - 1937 Córdoba Rugby ** - 1938 Córdoba Rugby ** - 1939 San Martín Rugby Club - 1940 San Martín Rugby Club - 1941 Uni Córdoba - 1942 Uni Córdoba - 1943 San Martín Rugby Club - 1944 Gimnasia y Esgrima - 1945 Uni Córdoba - 1946 JC Córdoba - 1947 JC Córdoba - 1948 JC Córdoba - 1949 JC Córdoba - 1950 JC Córdoba - 1951 JC Córdoba - 1952 Córdoba Athletic - 1953 Aviación - 1954 JC Córdoba - 1955 Córdoba Athletic - 1956 Uni Córdoba - JC Córdoba * - 1957 Uni Córdoba - 1958 Uni Córdoba - JC Córdoba * - 1959 Uni Córdoba - 1960 Uni Córdoba | - 1961 Uni Córdoba - La Tablada * - 1962 Uni Córdoba - Córdoba Athletic * - 1963 Uni Córdoba - La Tablada * - 1964 Uni Córdoba - 1965 La Tablada - 1966 La Tablada - 1967 Córdoba Athletic - 1968 Córdoba Athletic - 1969 Córdoba Athletic - 1970 Córdoba Athletic - 1971 Tala - 1972 Tala - 1973 Córdoba Athletic - 1974 Córdoba Athletic - 1975 Tala - 1976 Uni Córdoba - 1977 Uni Córdoba - 1978 La Tablada - 1979 Tala - 1980 Tala - 1981 Tala - 1982 Tala - Córdoba Athletic - 1983 Tala - 1984 Tala - 1985 Tala - 1986 Tala - 1987 La Tablada - 1988 La Tablada - 1989 Tala - 1990 Tala | - 1991 La Tablada - 1992 Córdoba Athletic - 1993 JC Córdoba - 1994 La Tablada - 1995 Tala - 1996 Córdoba Athletic - 1997 La Tablada - 1998 Tala - 1999 Tala - 2000 La Tablada - 2001 La Tablada - 2002 Palermo Bajo - 2003 La Tablada - 2004 Tala - 2005 Córdoba Athletic - 2006 La Tablada - 2007 Tala - 2008 Córdoba Athletic - 2009 Jockey Villa María - 2010 Córdoba Athletic - 2011 La Tablada - Córdoba Athletic - Tala - 2012 La Tablada - 2013 La Tablada - 2014 Tala - 2015 Tala - 2016 Tala - 2017 Tala |

* titolo assegnato ex aequo 
** nessuna relazione con l'attuale Córdoba Rugby Club

### Albo d'ori
- 20 titoli
  - Club Atlético Universitario: 1931, 1932, 1933, 1934, 1935, 1936, 1941, 1942, 1945, 1956, 1957, 1958, 1959, 1960, 1961, 1962, 1963, 1964, 1976, 1977
- 18 titoli
  - Tala Rugby Club: 1971, 1972, 1975, 1979, 1980, 1981, 1982, 1983, 1984, 1985, 1986, 1989, 1990, 1995, 1998, 1999, 2004, 2007
- 14 titoli
  - Córdoba Athletic Club: 1952, 1955, 1962, 1967, 1968, 1969, 1970, 1973, 1974, 1982, 1992, 1996, 2005, 2008
  - Club La Tablada: 1961, 1963, 1965, 1966, 1978, 1987, 1988, 1991, 1994, 1997, 2000, 2001, 2003, 2006
- 10 titoli
  - Jockey Club Córdoba: 1946, 1947, 1948, 1949, 1950, 1951, 1954, 1956, 1958, 1993
- 3 titoli
  - San Martín Rugby Club: 1939, 1940, 1943
- 2 titoli
  - Córdoba Rugby Club (defunct): 1937, 1938
- 1 titolo
  - Gimnasia y Esgrima de Córdoba (defunct): 1944
  - Escuela de Aviación (defunct): 1953
  - Club Palermo Bajo: 2002
  - Jockey Club de Villa María: 2009

## División Superior clubs
- Córdoba Athletic Club
- Córdoba Rugby Club
- Jockey Club Córdoba
- Jockey Club de Villa María
- Club La Tablada
- Club Palermo Bajo
- San Martín Rugby Club
- Tala Rugby Club
- Urú Curé Rugby Club
- Club Atlético Universitario